# Dargaard
Dargaard — австрійський музичний гурт, що виконує музику в стилі неокласичного дарквейву, був створений у 1997 році. Музика гурту темна і похмура, з використанням клавішних оркестровок, чимось нагадує середньовічні мелодії та народну музику.

## Склад

### Поточний склад
- Елізабет Торісер – вокал (1997–...)
- Александер «Тарен» Опіц – клавішні, вокал (1997–...)

## Дискографія
- Eternity Rites (1998)
- In Nomine Aeternitatis (2000)
- The Dissolution of Eternity (2001)
- Rise and Fall (2004)